# Thomas Asp
Thomas Asp, född 18 mars 1966, är en svensk orienterare som tog SM-guld på ultralång distans 1990, 1994, 1997 och 2006, i stafett 2000 och 2002 samt i nattorientering 2006. Han tog EM-brons i stafett 2000.